# Горгифион
В древнегреческой мифологии Горгифион (др.-греч. Γοργυθίων, gen.: Γοργυθίωνος) был одним из сыновей царя Трои Приама во время Троянской войны и фигурирует как второстепенный персонаж в Илиаде Гомера. Его матерью была Кастианеира из Айсиме.

## Имя и описание
В Илиаде Горгифион описывается как красивый, и его эпитетом является безукоризненный. Джейн Эллен Харрисон указала, что «безупречный» (άμύμων) был эпитетом героизированных мертвецов, которых почитали и упокоивали в святынях. Зевс даже применяет этот эпитет к Эгисфу, узурпатору, отмечает Харрисон.

«Эпитет Homeμύμων у Гомера применяется к отдельным героям, к могиле героя [Одиссея xxiv.80], к магическим, полумифическим народам, таким как феаки и эфиопы [Илиада x.423], которые в народном воображении наполовину канонизированы, к волшебному острову [Одиссея xii.261] бога Гелиоса, к воображаемому полумагическому Доброму Старому Царю [Одиссея xix.109]. Используется также по отношению к «конвою» [Илиада vi.171], посланному богами, который, конечно, имеет магический характер; я считаю, что это никогда не был эпитет самих олимпийцев. В слове есть прикосновение того, что является магическим и демоническим, а не божественным».

Таким образом, применяя эпитет «безупречный» к Горгифиону, поэт, возможно, отражал культовую традицию своих потомков, известную Гомеру или гомеровской традиции. Джон Парман Браун предположил, что имя Горгитиона «несомненно перекликается с гергитами; «остатки гергитов тевкров» возвращаются в героический век как отдельные антагонисты».
Согласно Геродоту, гергиты были «остатками древних тевкров» (то есть древних троянцев).

## Семья
Ближе к концу Илиады сам Приам говорит Ахиллесу: «Я родил самых смелых сыновей в большой Трое, о которых я говорю, что никого не осталось. Пятьдесят было у меня, когда пришли сыны греков; девятнадцать действительно из одного чрева, но другие женщины носили от меня в моих дворцах. И из большего числа свирепый Марс действительно ослабил колени под ними..." Горгифион упоминается при его смерти как "...храбрый сын Приама". О матери Горгифиона Кастианеире Гомер говорит (в переводе Сэмюэла Батлера): «Его мать, прекрасная Кастианеира, прекрасная как богиня, была взята в жёны из Эсиме».
В Библиотеке говорится, что у Приама было девять сыновей и четыре дочери от Гекубы (сыновьями были Гектор, Парис, Деифоб, Гелен, Паммон, Полит, Антиф, Гиппон, Полидор и дочери Креуса, Лаодика, Поликсена и пророчица Кассандра), и он называет тридцать восемь сыновей от других женщин, включая Троила, Иппофооса, Кебриона и Горгифиона.
В «Мифах» (Fabulae) Гая Юлия Гигина «Фабула 90» целиком состоит из списка «Сыновей и дочерей Приама до числа пятьдесят пять», в который входит Горгифион.

## Мифология
Горгифион убит стрелой Тевкра в строках 303-305 Книги VIII Илиады, хотя целью Тевкра был брат Горгифиона Гектор. Тевкр нацеливает две стрелы на Гектора, но убивает первым Горгифиона, а следом друга Гектора Архептолема, что повышает впечатление от неуловимости и силы Гектора.
Когда Горгифион умер, Гомер сказал:

И как мак, который в саду придавлен фруктовыми и весенними ливнями, склоняет голову в одну сторону, так же и его голова наклонилась в сторону, подавленная шлемом.

Сюзанна Линдгрен Уоффорд комментирует это сравнение: «Но мак не увядший и не мёртвый, просто тяжёлый; в любом случае, мак будет возвращаться каждую весну, чтобы склонить голову, но смерть Горгифиона окончательна; это уникальное событие, которое исключает участие в каких-либо естественных циклах обновления или возвращения... сделать смерть прекрасной, значит превратить её во что-то другое".
В более свободном, но более поэтическом переводе Александра Поупа (1715–1720) сцена смерти гласит:

Оружие летит
В Гектора грудь и поёт по небу:
Он не попал в цель; но пронзил сердце Горгитио,
И залил царскою кровью жаждущий дротик.
(Фея Кастианира, нимфа божественной формы,
Это потомство добавила в род царя Приама.)
Как полнобутонные маки, дождём отяжелены,
Склонили главу и, поникнув, целовали равнину;
Так молодость тонет: его прекрасная глава, склонясь
Под его шлемом, падает на грудь.

Этот перевод «Илиады» был назван Сэмюэлем Джонсоном «спектаклем, с которым ни один возраст или народ не могли бы сравниться», в то время как Ричард Бентли писал: «Это прекрасное стихотворение, мистер Поуп, но вы не должны называть это Гомером».
В IV веке н. э. римлянин по имени Q. Septimius опубликовал Dictys Cretensis Ephemeridos belli Trojani, подразумевая перевод Люцием Септимием хроник Троянской войны Диктиса Критского, товарища Идоменея во время Троянской войны. В Книге 3 Патрокл, а не Тевкр, убил Горгифиона:

Патрокл, однако, видел приближающегося врага. Защищённый своими доспехами и держащий копьё, которое он вырвал из земли, он сопротивлялся более смело. Он убил Горгифиона и отогнал Деифоба, брата Горгифиона, ранив его в ногу копьём.

## Другое использование имени
- Название Gorgythion было дано роду Pyrginae[англ.], североамериканским бабочкам, широко известным как «Шкиперы с распростёртыми крыльями» (Spread-winged skipper), в книге Фредерика Дю Кейна Годмана и О. Сальвина «Biologia Centrali Americana» (1896)[15][16].
- 48373 Горгифион — это астероид Солнечной системы, открытый 16 октября 1977 года голландскими астрономами К. Й. ван Хаутеном, И. ван Хаутен-Груневельд и Томом Герельсом в Паломарской обсерватории[17].